# 쥐손이풀과
쥐손이풀과(----科, 학명: Geraniaceae 게라니아케아이[*])는 쥐손이풀목의 과이다.
세계에 널리 분포하는 초본으로 11속의 약 650종 가량이 알려져 있는데, 한국에는 이질풀·꽃쥐손이풀·분홍쥐손이풀·쥐손이풀 등의 2속 14종이 분포하고 있다. 잎은 마주나거나 어긋나며, 각각의 잎은 3~5갈래의 손바닥 모양으로 나뉜 것이 있는가 하면 갈라지지 않은 것도 있다. 꽃은 양성화로 방사대칭인 5수성인데, 때로는 좌우대칭인 것도 있다. 수술은 꽃잎과 같은 수(5개), 또는 2배·3배수이며, 암술은 1개로 암술대가 5개로 갈라져 있다. 씨방은 상위로, 5개의 심피로 이루어져 있다. 한편, 열매는 삭과이며 익으면 5갈래로 벌어지는데, 이때 과피의 각 조각들은 위쪽으로 말리므로 열매의 위쪽은 마치 부리처럼 된다.

## 하위 분류
- 국화쥐손이속(Erodium L'Hér. ex Aiton)
- 제라늄속(Pelargonium L'Hér. ex Aiton)
- 쥐손이풀속(Geranium Tourn. ex L.)
- California Aldasoro & al.
- Hypseocharis J.Rémy
- Monsonia L.
- Rhynchotheca Ruiz & Pav.
- Sarcocaulon (DC.) Sweet